# Castellane
Castellane ist eine französische Gemeinde mit 1.454 Einwohnern (Stand 1. Januar 2022) im Département Alpes-de-Haute-Provence.

## Bevölkerungsentwicklung
| Einwohner                                                  | 1.752 | 1.903 | 1.202 | 1.181 | 1.234 | 1.383 | 1.349 | 1.508 | 1.630 | 1.666 | 1.547 |
| Ab 1968 offizielle Zahlen ohne Einwohner mit Zweitwohnsitz |       |       |       |       |       |       |       |       |       |       |       |

## Geografie
Castellane liegt etwa 80 Kilometer nordwestlich von Cannes in den Bergen der Hoch-Provence an der Route Napoléon auf 731 m. Das Dorf liegt am Fluss Verdon, am Beginn der Verdonschlucht. Überragt wird Castellane vom westlich des Ortes gelegenen 1626 m hohen Berg Cadières de Brandis. Die Gemeinde liegt im Regionalen Naturpark Verdon. Etwa 2 km nordöstlich liegt der Stausee Lac de Castillon.

## Sehenswürdigkeiten
- Kirche Notre Dame du Roc aus dem 12. Jahrhundert, auf einem 184 Meter hohen Kalksteinfelsen über der Stadt thronend
- Kirche St-Thyrse im Ortsteil Robion aus dem 11./12. Jahrhundert
- Altstadt mit den schmalen Gassen und vielen kleinen Läden
- nahe gelegene Verdonschlucht

Siehe auch: Liste der Monuments historiques in Castellane

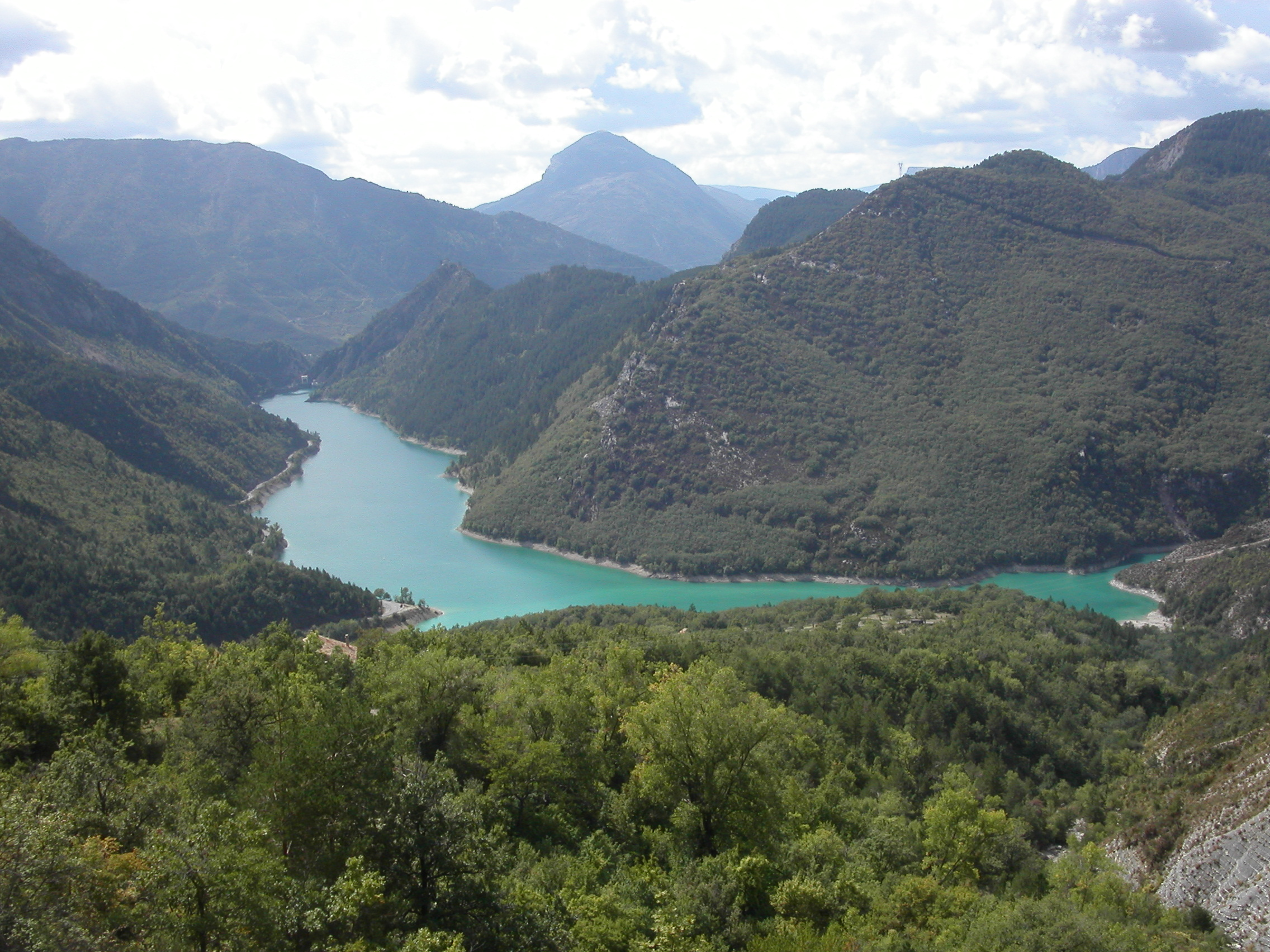
Verdon, Lac de Chaudanne
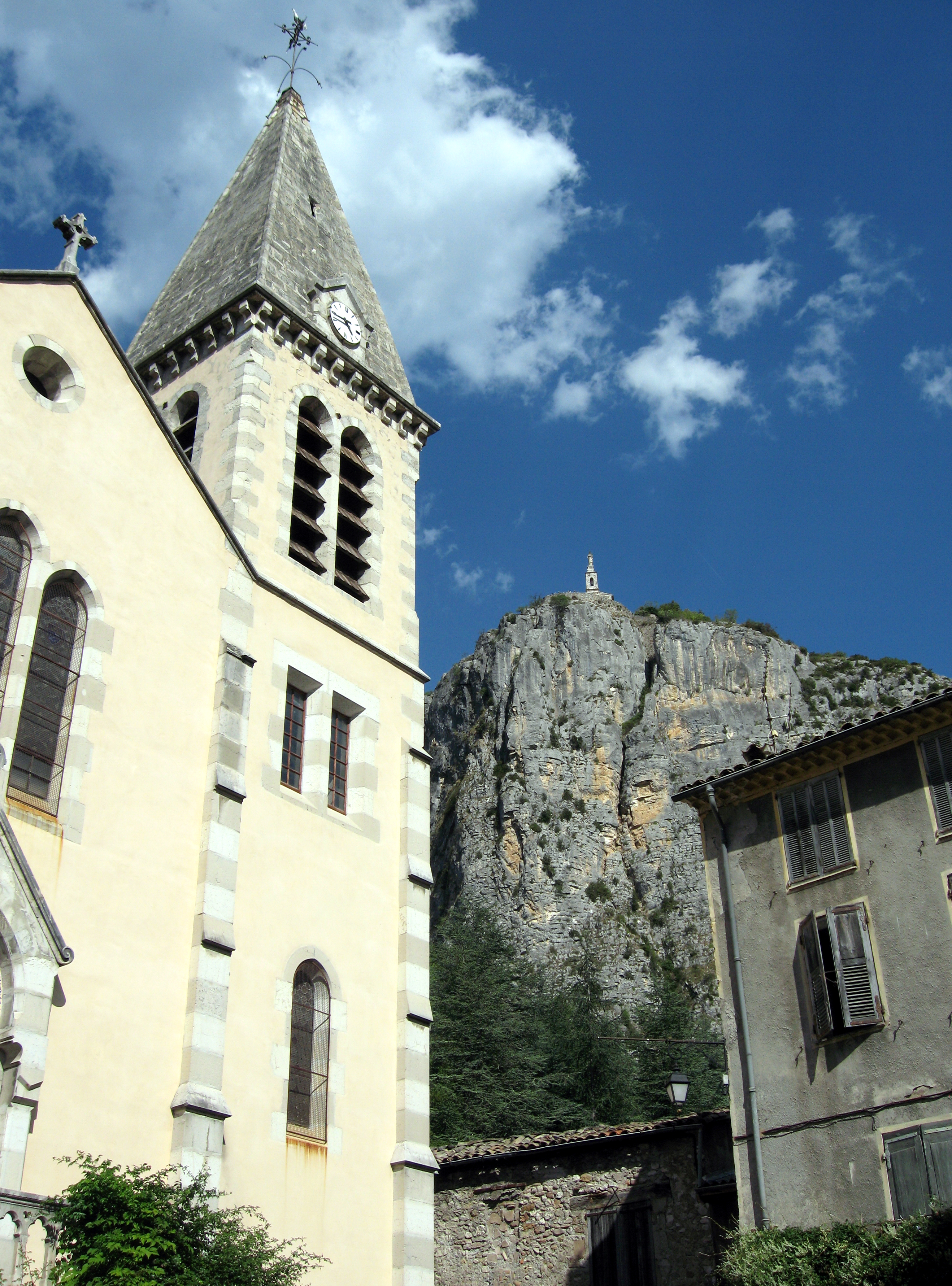
Castellane mit der Kirche Notre Dame du Roc im Hintergrund
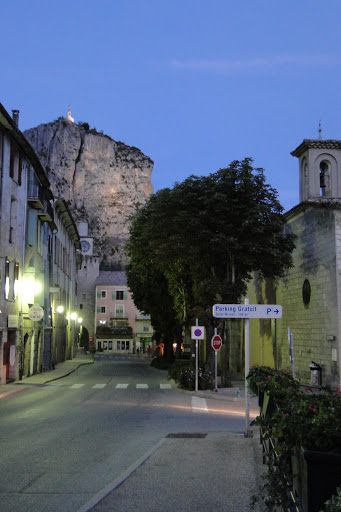
Straße